# Caffrowithius aequatorialis
Espèce
Synonymes
- Plesiochernes aequatorialis Beier, 1954

Caffrowithius aequatorialis est une espèce de pseudoscorpions de la famille des Chernetidae.

## Distribution
Cette espèce est endémique d'Éthiopie.

## Publication originale
- Caporiacco, 1939 : Arachnida. Missione Biologica nel Paese dei Borana, Raccolte Zoologiche. Missione Biologica nel Paese dei Borana, Raccolte Zoologiche. Reale Accademia d'Italia, Roma, vol. 3, p. 303-385.